# Dunya Abutaleb
Dunya Ali Abutaleb, född 17 juni 1997, är en saudisk taekwondoutövare.

## Karriär
I juni 2022 tog Abutaleb brons i 53 kg-klassen vid asiatiska mästerskapen i Chuncheon.  I november 2022 tog hon brons i 49 kg-klassen vid VM i Guadalajara och blev den första saudiska kvinnan genom tiderna att ta en medalj i mästerskapet.
I maj 2023 tävlade Abutaleb i 49 kg-klassen vid VM i Baku, där hon blev utslagen i åttondelsfinalen av turkiska Merve Dinçel. I september 2023 tävlade Abutaleb i 49 kg-klassen vid asiatiska spelen i Hangzhou, där hon blev utslagen i kvartsfinalen av kinesiska Guo Qing.
I mars 2024 vid den asiatiska OS-kvalturneringen i Tai'an kvalificerade Abutaleb sig för olympiska sommarspelen 2024 i Paris. Hon blev då den första saudiska kvinnan genom tiderna att kvalificera sig i taekwondo till OS. I maj 2024 tog Abutaleb guld i 53 kg-klassen vid asiatiska mästerskapen i Da Nang. Vid OS 2024 i Paris förlorade hon i bronsmatchen i 49 kg-klassen mot iranska Mobina Nematzadeh.